# كريس دوسن
كريس دوسن (بالفرنسية: Chris Dawson)‏ هو لاعب كرة قدم سيشلي، ولد في 22 أغسطس 1979 في كوفنتري في المملكة المتحدة. شارك مع منتخب سيشل لكرة القدم. أما مع النوادي، فقد لعب مع بولتون واندررز.

## وصلات خارجية
- كريس دوسن على موقع قاعدة بيانات كرة القدم.إي يو (الإنجليزية)
- كريس دوسن على موقع ناشيونال فوتبول تيمز (الإنجليزية)
- كريس دوسن على موقع Soccerbase.com (لاعب) (الإنجليزية)